# Власівська сотня
Власівська сотня (1676—1764) — військово-територіальна одиниця Війська Запорозького з центром у м-ку Власівка.
Створена 1676 після здачі П. Дорошенка І. Самойловичу і Г. Ромодановському та переселення правобережних козаків на Лівобережжя. Сформована в Миргородському полку з територій Максимівської (Городищенської) та Кременчуцької сотень. Ліквідована в 1764; територія сотні включена до Новоросійської губернії, створеної з Новосербії та Вольностей Запорозьких.
Сотники: Грицуленко Василь (1685 — 1686), Радченко Лаврін (1690), Сахненко Устим (1704 — 1705), Басан Андрій (1712 — 1719), Лось Андрій (1719 — 1721), Шерстяк Іван (1721), Яшевський Іван (1723, н.), Майборода Михайло (1723 — 1731), Майборода Прокіп (1747 — 1750).
Населені пункти в 1726—1730 рр.: містечко Власівка; села: Кагамлик, Недогарок, Шостаківка, Кривуші.
1752 р. правобережні села сотні анексовано на користь Новосербської провінції.
Населені пункти в 1750-х рр.: місто Власівка; села: Золотарівка, Косівка, Недогарки, Ревівка, Рублівка, Табурище; слобідка Скелювата; хутори: Березовських, Інгульські, Обломіївський, Самусівський, Сухоомельницький.

Джерела:
1. Адміністративно-територіальний устрій Лівобережної України 50-х рр. XVIII ст. Каталог населених пунктів (за матеріалами архівних податкових реєстрів). — К. 1990. — с. 44.
2. Заруба В. М. Адміністративно-територіальний устрій та адміністрація Війська Запорозького у 1648—1782 роках. — Дніпропетровськ: Ліра ЛТД, 2007. — с. 126.
3. Хорольщина та навколишні землі в Генеральному слідстві про маєтності 1729—1731 рр.: науково-довідкове видання / укладач Микола Костенко; передмова Павла Сацького. — К., 2014. — с. 89.